# Inga Lindström: Entscheidung am Fluss
Entscheidung am Fluss ist ein deutscher Fernsehfilm von Oliver Dommenget aus dem Jahr 2004. Er ist Bestandteil des ZDF-Herzkino-Sonntagsfilms und der sechste Film der Inga-Lindström-Reihe nach der gleichnamigen Erzählung von Christiane Sadlo. Die Hauptrollen sind mit Bettina Zimmermann, Rainer Grenkowitz, Jennifer Ulrich und Max Gertsch besetzt.

## Handlung
Die bekannte Modefotografin Siri Westin hat ein paar Tage frei und möchte dies einfach in Ruhe in ihrer Wohnung in Stockholm genießen, doch ihr Freund, der Journalist Göran Ödquist, überredet sie, ein paar Tage bei seiner Verwandtschaft auf dem Land zu verbringen. Da seine Schwägerin Kristina das Haus für die beiden vorbereiten muss, bittet sie Maybritt auf ihre beiden Kinder aufzupassen. Sie reden darüber, dass in letzter Zeit darüber gesprochen wurde, dass sich ein Wolf herumtreibt. Kristina bittet Maybritt deshalb, vorsichtig zu sein. Göran erhält einen Anruf von seiner Redaktion, dass er dringend gebraucht wird, weil es eine Geiselnahme in Madrid gab. So fährt Siri zunächst allein los. Unterwegs macht sie bei einem Markt halt, um Butter zu kaufen, dabei begegnet sie Jonas Langvik. Da es nur noch ein Stück gibt, teilen sie es sich. Als Siri bei Kristina eintrifft, verliebt sie sich sofort in einen der jungen Hunde der Familie. Kristina bietet ihr an, ihn ins Sommerhaus mitzunehmen, damit sie nicht so allein ist, bis Göran kommt. Als sie in der Nacht wachliegt, geht sie vors Haus und lässt ihren Blick schweifen. Dabei sieht sie den Wolf auf einem Stein sitzen. Sie holt ihre Kamera, aber als sie zurückkommt, ist er verschwunden.
Am nächsten Morgen wird Siri unsanft geweckt, weil jemand ums Haus herum Lärm macht. Sie geht nachschauen und begegnet dabei wieder Jonas, der als Handwerker arbeitet und die Regenrinne am Haus repariert. Sie lädt ihn auf einen Kaffee ein, dabei kommen sie ins Gespräch und reden über ihre Arbeit. Als Siri später mit dem Auto unterwegs ist, begegnet sie Maybritt, die gerade einen Ausritt macht. Siri bestätigt ihr, dass ein Wolf in der Nähe sein muss. Maybritt lädt Siri ein, ihre Familie auf dem Reiterhof zu besuchen. Dort begegnet sie wieder Jonas, weiß aber nichts von der Auseinandersetzung, die er gerade mit Lilian Sandstein hatte. Wieder zu Hause findet sie einen Korb mit Früchten und Gemüse, sie will sich dafür bei Kristina bedanken, die sagt aber, er sei nicht von ihr. Siri vermutet, dass Jonas dahintersteckt. Als sie am Abend auf dem Steg die Aussicht genießt, kommt Jonas mit dem Boot vorbei. Sie bedankt sich für den Korb. Er hat noch zu tun, die Fischernetze müssen eingeholt werden. 
Auf dem Hof von Maybritt und ihrer Großmutter Lilian scheuen die Pferde wieder. Sie vermuten, dass das mit dem Wolf doch stimmen könnte. Am darauffolgenden Morgen geht Maybritt mit zwei Pferden bei Jonas vorbei und will ihn zu einem Ausritt einladen. Er hat aber keine Zeit, sie verabreden sich für den Abend. Siri ist nach einem Anruf von Göran enttäuscht, weil er immer noch nicht kommen kann. Sie ruft danach Kristina an und macht ihr vor, dass der Toaster nicht mehr funktioniert. Sie erreicht, was sie wollte, Kristina ruft Jonas an, damit er vorbeischaut. Als Jonas bei Siri auftaucht, bringt er noch ein Fahrrad mit, das zum Haus gehört. Der Trick mit dem Toaster funktioniert, Jonas küsst sie. Sie bittet ihn, bei der Suche nach dem Wolf zu helfen. Als sie am Abend mit dem Fahrrad bei Jonas vorbeifährt, sieht sie ihn mit Maybritt im Wasser herumtollen. Sie dreht um und geht wieder nach Hause. Kristina kommt vorbei und Siri fragt sie über Jonas aus. Aber sie weiß auch nicht viel mehr über ihn. Er war plötzlich da und alle haben ihn gleich ins Herz geschlossen.
Später geht sie dann doch noch mit Jonas im Boot auf die Suche nach dem Wolf und anderen Fotomotiven. Danach bringt er sie mit dem Wagen nach Hause. Überraschend ist Göran nun doch aufgetaucht. Siri ist irgendwie enttäuscht, denn sie hatte Jonas gerade zu sich eingeladen und sich mehr erhofft. Göran reagiert eifersüchtig und versucht, Siri zu verführen. Doch sie wiegelt ab und spielt vor, sie hätte Kopfschmerzen. Als er am nächsten Morgen erwacht, ist Siri schon weg. Sie will im Ort Brötchen holen, geht aber zuerst bei Jonas vorbei, um sich zu entschuldigen. Er wünscht ihr weiterhin alles Gute und lässt sie enttäuscht ziehen. Göran merkt, dass mit ihr etwas nicht stimmt, eröffnet ihr aber gleichzeitig, dass er einen Job in Singapur angeboten bekommen und angenommen hat. Er bittet Siri, mitzukommen, sie kann sich aber nicht entscheiden.
Maybritt eröffnet ihrer Großmutter, dass sie in den Sommerferien eine Reittour nach Lappland machen will, statt des geplanten Sprachaufenthalts in Frankreich. Lilian ist aber dagegen, weil Jonas mitkommen soll. Sie geht bei Jonas vorbei und fordert ihn auf, Maybritt diese Tour auszureden, ansonsten wird ihre Abmachung hinfällig. Siri spricht mit Kristina über die Pläne von Göran, sie versteht, dass sie sich nicht sicher ist, ob sie mit soll. Danach will sie bei Jonas vorbei, doch der ist nicht bei seinem Boot. So nimmt sie sich das Kanu und geht allein auf Entdeckungstour. Prompt sieht sie den Wolf und versucht Fotos zu machen. Göran muss unerwartet zurück nach Stockholm und kann sich nicht von Siri verabschieden. Jonas findet das Fahrrad von Siri bei seinem Boot und merkt, dass sie mit dem Kanu weg ist. Sie sieht den Wolf wieder und beim Versuch, stehend ein Foto zu machen verheddert sie sich im Netz und fällt ins Wasser. Jonas hat sich mit dem Wagen auf die Suche nach ihr gemacht und hört ihre Hilferufe. Er kann sie retten und ans Ufer bringen. Sie beschließt danach, nach Hause zu gehen und mit Göran zu reden. Sie findet aber nur eine Notiz, dass er dringend nach Stockholm musste.
Als sie sich vom ganzen Schreck erholt hat, geht sie zu Jonas und verbringt die Nacht mit ihm auf dem Boot. Maybritt will von Lilian wissen, was sie gegen Jonas hat, sie gesteht ihr, dass sie sich in Jonas verliebt hat. Lilian redet ihr ins Gewissen und entscheidet, dass sie nach Frankreich geht. Maybritt will zu Jonas, findet ihn zunächst aber nicht. Im Ort trifft sie ihn dann an und will ihn dazu überreden, mit ihr nach Lappland zu gehen. Maybritt küsst ihn spontan und gesteht ihm, dass sie ihn liebt. Siri beobachtet die ganze Szene und ist verwirrt. Als Jonas dringend wegmuss, spricht Maybritt Siri an und erklärt ihr, dass sie und Jonas zusammengehören. Jonas streitet sich wieder mit Lilian wegen ihres Geheimnisses. Danach erfährt er von Siri, dass sie abreisen will. Sie konfrontiert ihn mit der Affäre mit Maybritt, Jonas will ihr die Wahrheit sagen, Siri läuft ihm aber davon. Sie geht noch zu Kristina, um sich zu verabschieden. Als sie unterwegs nochmals anhält, sieht sie wieder den Wolf und entscheidet sich dann, nochmals mit Jonas zu sprechen. Endlich gesteht er ihr, dass Maybritt seine Tochter ist. Er erzählt ihr die ganze Geschichte, auch dass er mit Lilian abgemacht hat, Maybritt nichts zu sagen.
Maybritt beobachtet, wie sich Jonas und Siri küssen und reitet wütend davon. Siri bittet Jonas, dringend mit ihr zu sprechen. So gehen sie gemeinsam bei Lilian vorbei und bittet sie inständig, dass er Maybritt die Wahrheit sagen kann. Siri redet Lilian ins Gewissen und Jonas droht ihr, abzureisen. Endlich lenkt Lilian ein und erzählt Maybritt die Wahrheit. Maybritt will sich danach bei Jonas entschuldigen, aber er versteht sie gut und schlägt vor, dass sie nochmals von vorne beginnen. Sie beschließen, zusammen nach Lappland in die Ferien zu gehen. Siri verspricht Jonas, auf ihn zu warten.

## Hintergrund
Entscheidung am Fluss wurde vom 3. August bis zum 1. Oktober 2004 unter dem Arbeitstitel Die Melodie der Wellen an Schauplätzen in Schweden gedreht. Produziert wurde der Film von der Bavaria Fiction GmbH.

## Rezeption

### Einschaltquote
Die Erstausstrahlung am 27. Februar 2005 im ZDF wurde von 7,07 Millionen Zuschauern gesehen, was einem Marktanteil von 18,5 % entspricht.

### Kritiken
Die Kritiker der Fernsehzeitschrift TV Spielfilm zeigten mit dem Daumen nach unten und fassten den Film mit den Worten „Eine (heile) Welt wie aus dem Ikea-Katalog“ kurz zusammen.